# Tahla (Marroc)
Tahla (àrab: تاهلة, Tāhla; amazic estàndard marroquí: ⵜⴰⵀⵍⴰ, Tahla) és un municipi de la província de Taza, a la regió de Fes-Meknès, al Marroc. Segons el cens de 2014 tenia una població total de 27.729 persones. De 1914 al 1956 formà part del protectorat francès del Marroc.